# الرغبة والضياع (فلم)
الرغبة والضياع فيلم مصري لإسماعيل ياسين ويعد آخر ماقدمه في حياته. يوم 1يوليو 1972 بعد وفاة إسماعيل ياسين حيث كانت وفاته في 24 مايو 1972. وقدم إسماعيل ياسين دورا بسيطا في ذلك الفيلم.

## قصة الفيلم
أحداث الفيلم تدور حول عبد الله الذي يعمل في وظيفة منادي سيارات ويحلم بأن يصبح صاحب سيارة تاكسي، وأن يتزوج من الخادمة سعدية. يقوم عبد الله بقتل مجدى البلطجي وصديق الغانية نوال بالخطأ. فيهرب عبد الله بعد أن حاول الدفاع عن نفسه، لكن الأحداث تتعاقب ويتهم أيضا في قتل الغانية نوال. يهبط إحدى الفيلات حيث يسكن الثرى مراد وزوجته اللذان يعيشان حياة هادئة مع أبنائهما الصغار. ويتخذ عبد الله من سكان المنزل رهائن حتى يتمكن من الهرب. يعرف صاحب المنزل الدكتور مراد أن عبد الله مصاب بمغص كلوى ويعرض عليه علاجه لكن عبد الله يرفض. ويتعاطف عبد الله مع أسرة الدكتور مراد الذي يبدأ في إقناعه أن يسلم نفسه. وتأتي الشرطة للقبض عليه يحاول الهرب ويموت أثناء الهرب. وقد تكون أحداث الفيلم مشابهة لحد كبير مع أحداث فيلم الإرهابي لعادل إمام والذي أنتج بعده بعشرين سنة 1993 وتوفي أيضا الفنان صلاح ذو الفقار قبل أن يعرض الفيلم.

## فريق العمل
| - رشدي أباظة: الدكتور مراد - هند رستم: ناهد - نور الشريف: عبد الله - إسماعيل يس: إسماعيل قريب مراد | - هياتم: نوال - نبيلة السيد: فتحية خادمة ناهد - حياة قنديل: سعدية - كنعان وصفي:مجدي | - فايق عزب:ضابط شرطة - مختار السيد:ظابط المباحث - فاروق يوسف:صديق نوال - سعيدة جلال:ميرفت | - حسن حفناوي - انيس الغندور - محمود المليجي: المعلم - فاتن فريد:صديقة نوال | - ممتاز اباظة: مدحت - حمدي سالم: حارس فتحية - محمد أبو حشيش: زبون بالقهوة - حسن توتاله: حارس فتحية | - مطاوع عويس:عجلة صبي القهوة - حلمي عبد الوهاب:إبراهيم تمرجي مراد - صالح العويل: زبون بالقهوة |

## الإداريون
| - محمود سماحة: قصة وسيناريو وحوار - أحمد ثروت:حوار - حسين عمارة - عمر العالي - سيد توفيق: مخرج مساعد - سمير السروجي:سكربت - جلال زهرة: ريجيسير - فتحي إبراهيم: مساعد مصور | - يوسف عبيد: مساعد الإنتاج - عبد السميع محمد:ماكياج - هاني محمد: مساعد ماكياج - محمد الطباخ:مركب الفيلم - عادل شكرى: نيجاتيف - حسين السيد: تأليف الأغاني | - عبد العظيم محمد:ألحان - علي حامد - جورج عبد اللات -حسن الشاعر:تسجيل الصوت - كمال عبد الله: مهندس الصوت - سيد إسماعيل: مدير الإنتاج - البير سامي ناتال:أشرف على الأنتاج | - الشحرى: التتر - ستوديو مصر: إعداد الفيلم - أحمد صبري:مدير المعمل - حسن عيسى:تصحيح الألوان - عبد العزيز فخري: مونتير | - أفلام المجد:التوزيع الداخلي - وكالة الجاعوني:التوزيع الخارجي - افلام سماحة: منتج - محمد عمارة: مدير التصوير - أحمد ضياء الدين: مخرج |

## روابط خارجية
- مقالات تستعمل روابط فنية بلا صلة مع ويكي بيانات